# Jacques de Lacretelle
Jacques de Lacretelle (ur. 14 lipca 1888 w Cormatin, zm. 2 stycznia 1985 w Paryżu) – francuski powieściopisarz.

## Życiorys
Syn konsula Francji w Aleksandrii. Swoje dzieciństwo w większości spędził poza Francją. Po przedwczesnej śmierci ojca mieszkał u dziadka, Pierra-Henriego de Lacretelle. Uczył się w Janson-de-Sailly. Przed I wojną światową odwiedził Cambridge. W trakcie wojny wysłany na front, jednak z powodu problemów zdrowotnych był zmuszony opuścić wojsko. Po powrocie zajął się literaturą. W 1936 r. wybrany do Akademii Francuskiej. Podczas II wojny światowej pracował jako dziennikarz dla Le Figaro.

## Twórczość
W 1914 r. napisał La Vie inquiète de Jean Hermelin – opublikowaną w 1920 r. autobiografię pisarza z okresu dorastania. Jego następna powieść, Silbermann (1922), opowiada o prześladowanym w okresie sprawy Dreyfusa żydowskim chłopcu. Po opublikowaniu La Bonifas (1925), studium życia prowincjonalnego, pisarz zaczął tworzyć krótsze opowiadania, pisał również recenzje teatralne dla La Nouvelle Revue française; pisał również eseje oraz nowele. W 1929 r. napisał powieść Amour Nuptiale, za którą został nagrodzony nagrodą Grand Prix du Roman Akademii Francuskiej. W latach 1930–1935 napisał Les Hauts-Ponts – rodzinną sagę osadzoną w XIX-wiecznej Wandei. Pierwszy tom cyklu (Sabine, 1932) został dobrze przyjęty, w odróżnieniu od trzech pozostałych. Jego powojenne utwory to m.in.  autobiografia Le Pour et le contre (1946), pamiętnik Le Tiroir Secret (1959) oraz antypowieść Les Vivants et leur ombre (1977).

## Dzieła
Źródło:

- La vie inquiète de Jean Hermelin (1920)
- Silbermann (1922)
- La Bonifas (1925)
- Mélanges sur l’amour et les livres, terminés par un envoi (1925)
- Quatre études sur Gobineau (1926)
- Trébuchet. Mort de la jalousie (1926)
- Lettres espagnoles (1926)
- Virginie, ou les manies (1927)
- Aparté. Colère. Journal de colère. Dix jours à Ermenonville (1927)
- Aperçus (Marcelle Lesage) (1927)
- Rêveries romantiques. Dix jours à Ermenonville. Le rêveur parisien (1927)
- Album napolitain (1928)
- D’une colline. Quatre jours à Bayreuth (1928)
- Études (1928)
- L’âme cachée - nouvelles (1928)
- Quatre nouvelles italiennes (1928)
- Histoire de Paola Ferrari (1929)
- Le retour de Silbermann (1929)
- Pressentiments (1930)
- À la rencontre de France (1930)
- Amour nuptial (1930)
- Le demi-dieu ou le voyage en Grèce (1930)
- Luce, ou l’enfance d’une courtisane (1931)
- Les Hauts Ponts. I. Sabine (1932)
- Les Hauts Ponts. II. Les fiançailles (1933)
- Les aveux étudiés (1934)
- Les Hauts Ponts. III. Années d’espérance (1935)
- Les Hauts Ponts. IV. La monnaie de plomb (1935)
- L’écrivain public (1936)
- Qui est La Roque ? (1936)
- Morceaux choisis (1938)
- Croisières en eaux troubles - carnets de voyage (1939)
- Le Canada entre en guerre. Choses vues (1940)
- L’Heure qui chante (1941)
- Libérations (1945)
- Idées dans un chapeau (1946)
- Le Pour et le Contre
- Deux cœurs simples (1953)
- Une visite en été, pièce en quatre actes (1953)
- Paris. Présentation de Jacques de Lacretelle. Photos de Jacques Boulas (1958)
- Les Maîtres et les Amis. Études et souvenirs littéraires (1959)
- Le tiroir secret (1959)
- La galerie des amants, Anthologie de lettres d’amour (I) (1963)
- L’amour sur la place, Anthologie de lettres d’amour (II) (1964)
- Portraits d’hier et figures d’aujourd’hui (1964)
- Journal de bord (1964)
- Les vivants et leur ombre (1977)
- Quand le destin nous mène (1981)